# Balthazar Johannes Vorster
Balthazar Johannes Vorster, também conhecido como B.J. Vorster ou John Vorster (13 de dezembro de 1915 - 10 de setembro de 1983), foi um político e jurista sul-africano, primeiro-ministro (1966-1978) e presidente (1978-1979) do país.
Nasceu em Jamestown, representante da minoria branca africâner (sul-africanos de origem neerlandesa), partidário da política de segregação racial, conhecida como apartheid, que em seu governo foi reforçada ainda mais. Levou a cabo detenções e impôs drásticas medidas de segurança contra os negros, como a condenação à prisão perpétua de Nelson Mandela.